# Jules Bernardet
Pour les articles homonymes, voir Bernardet.
Jules Bernardet, né le 22 juin 2000, est un céiste français.

## Carrière
Avec Nicolas Gestin et Lucas Roisin, Jules Bernardet remporte la médaille d'or de canoë par équipes aux championnats du monde de slalom 2023 à Londres.